# Teledyne Controls
Teledyne Controls è una business unit della Teledyne Technologies Incorporated (NYSE: TDY). 
Creata nel 1964, la società progetta e fabbrica avionica e elettronica per l'aviazione civile e militare.
Teledyne Controls ha sede a El Segundo (Los Angeles area), California, e ha sedia in USA, UK, e uffici in Tolosa, Francia; Tokyo; Kuala Lumpur, Malaysia; Dubai; Beijing, Cina; e Singapore.

## Storia
Nel 1964, Teledyne Industries, Inc. compra la Servomechanisms Inc., che diventa Teledyne Systems Company, Controls Systems Division, a El Segundo, California. Nel 1971 la Controls Systems Division esce dalla Teledyne Systems e diventa Teledyne Controls. Nel 1996, Teledyne Industries, Inc. si fonde con Allegheny Ludlum Steel formando la Allegheny Teledyne, Inc. Nel 1999, Teledyne esce dalla Allegheny e diventa Teledyne Technologies, Inc. Teledyne Controls parte della Aerospace and Defense Electronics business unit.

## Prodotti
Teledyne Controls produce elettronica per aviazione. Le apparecchiature gestiscono dati da sensori e le apparecchiature di bordo trasferiscono i dati alle basi di terra.

## Segmenti di mercato
- Airline and Cargo operators
- Aircraft manufacturers
- Business Jet operators & owners
- Military / Government operators